# Coelioxys fulviceps
Coelioxys fulviceps là một loài Hymenoptera trong họ Megachilidae. Loài này được Friese mô tả khoa học năm 1911.